# Odostomia ryclea
Odostomia ryclea är en snäckart som beskrevs av Bartsch In Dall 1927. Odostomia ryclea ingår i släktet Odostomia och familjen Pyramidellidae. Inga underarter finns listade i Catalogue of Life.